# Monument à la Constitution de 1978

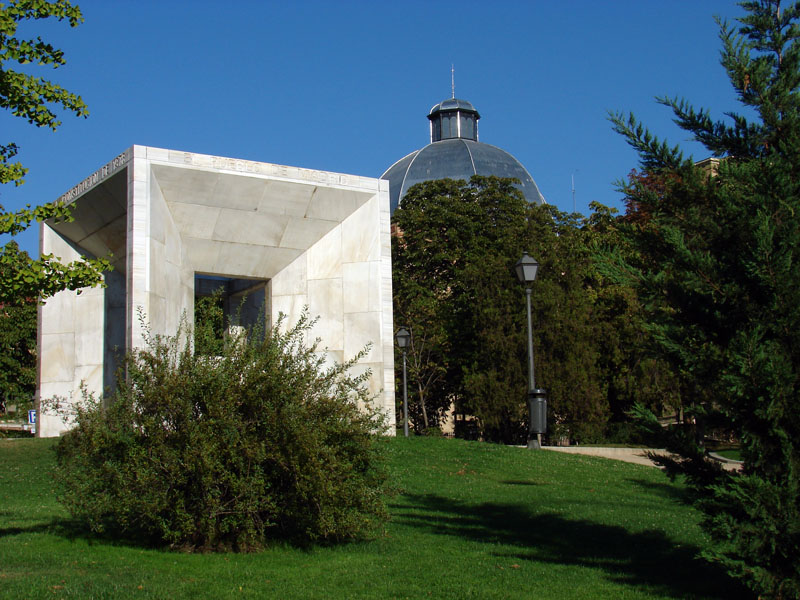
Le Monument, avec au fond l'école d'ingénierie industrielle.

Le Monument à la Constitution de 1978 est une œuvre sculpturale érigée à Madrid en hommage à la Constitution espagnole de 1978. Il est situé dans les jardins des Beaux-Arts, en face du musée des sciences naturelles, à la rencontre de la rue de Vitruvio et du paseo de la Castellana. 
Il a été inauguré le 27 décembre 1982 ; son plan est dû à l'architecte madrilène Miguel Ángel Ruiz-Larrea.
C'est un cube de béton de 7,75 mètres de côté, recouvert de 60 tonnes de marbre de Macael (donné par la municipalité de cette ville), une pierre blanche qui a été utilisée dans d'autres  grandes œuvres architecturales comme l'Alhambra ou l'Escurial. Ce cube est évidé en son centre, l'espace vide étant un autre cube de 1,83 mètre de côté (la taille d'un homme). Les arêtes entre les deux cubes sont reliées par des pans lisses à 45°, à l'exception des plans inférieurs formant des escaliers à 6 marches, invitant à pénétrer le monument, et des faces supérieures, également en gradins symbolisant l'esprit humain s'élevant jusqu'au ciel.  
Le monument représente un tesseract (ou plus exactement une projection de cette figure dans notre espace) ; bien que Charles Howard Hinton, qui a popularisé cet objet dans son livre A New Era of Thought , ait voulu en faire un symbole de l'élévation de la pensée, le monument ne s'inspire pas de cette symbolique.  